# Erasmus Seiffart
Erasmus Seiffart (* 23. Dezember 1593 in Penig; † 3. Juli 1664 in Frankfurt am Main) war ein Jurist und von 1639 bis zu seinem Tod Ratsherr der Reichsstadt Frankfurt am Main. Er war dreimal „Älterer Bürgermeister“ von Frankfurt und wurde Stammvater des Frankfurter Patriziergeschlechts der „Seiffart Klettenberg von Wildeck“.

## Leben
Seiffart stammte aus Penig in Sachsen, wo seine Vorfahren u. a. in der Verwaltung der Schönburgischen Herrschaften und in städtischen Räten tätig gewesen waren. Er studierte Jurisprudenz in Leipzig, Wittenberg und Jena und schloss dies mit seiner Promotion im Jahre 1620 in Basel erfolgreich ab.
Danach ging er nach Frankfurt, wo er noch im gleichen Jahr die Bürgertochter Margaretha Omeiß heiratete und ab 1621 als Advokat tätig wurde. Nach dem Tod seiner Frau heiratete er 1633 Anna Maria Baur von Eysseneck, Tochter des Stadtschultheißen und 1615 geadelten Johann Martin Baur von Eysseneck (1577–1634). Im Jahre 1635 wurde Seiffart in die Frankfurter Patriziergesellschaft Zum Frauenstein aufgenommen, der sein Schwiegervater bis 1622, dem Zeitpunkt seiner ehrenhalber erfolgten Aufnahme in die Ganerbschaft Alten Limpurg, Mitglied gewesen war. 1639 wurde er Mitglied des Rats der Stadt Frankfurt, wohl als Schöffe (d. h. aus dem Frankfurter Patriziat stammender „Ratsherr der ersten Bank“), wird aber, soweit bisher bekannt, erst 1651 als solcher urkundlich bezeichnet. 1661 wird er als Syndikus des Rats bezeichnet.
In den Amtszeiten 1649/50, 1655/56 und 1659/60 war er Älterer Bürgermeister von Frankfurt.

## Sohn
Sein der zweiten Ehe entsprossener Sohn Johann Erasmus Seiffart (1634–1716) wurde ebenfalls Ratsherr in Frankfurt und war 1696 bis zu seinem Tod Stadtschultheiß von Frankfurt. Kaiser Leopold I. erhob ihn bereits 1671 in den rittermäßigen Adelsstand und verlieh ihm 1704 für sich und seine Nachkommen das Adelsprädikat „von Klettenberg und Wildeck auf Rhoda“.